# Okliny (gromada)
Okliny – dawna gromada, czyli najmniejsza jednostka podziału terytorialnego Polskiej Rzeczypospolitej Ludowej w latach 1954–1972.
Gromady, z gromadzkimi radami narodowymi (GRN) jako organami władzy najniższego stopnia na wsi, funkcjonowały od reformy reorganizującej administrację wiejską przeprowadzonej jesienią 1954 do momentu ich zniesienia z dniem 1 stycznia 1973, tym samym wypierając organizację gminną w latach 1954–1972.
Gromadę Okliny z siedzibą GRN w Oklinach utworzono – jako jedną z 8759 gromad – w powiecie suwalskim w woj. białostockim, na mocy uchwały nr 23/V WRN (Wojewódzkiej Rady Narodowej) w Białymstoku z dnia 4 października 1954. W skład jednostki weszły obszary dotychczasowych gromad Okliny, Jegliniszki, Leszkiemie, Mauda, Wiżgóry, Dziadówek, Kramnik, Kłajpeda, Kłajpedka, Sześciwłóki, Rakówek, Rogożajny Wielkie, Stołupianka i Żelazkowizna ze zniesionej gminy Wiżajny w tymże powiecie. Dla gromady ustalono 14 członków gromadzkiej rady narodowej.
1 stycznia 1958 z gromady Okliny wyłączono wieś Rogożajny Wielkie włączając ją do gromady Wiżajny w tymże powiecie.
31 grudnia 1959 gromadę Okliny zniesiono, włączając ją do gromad Wiżajny (wsie Okliny, Leszkiemie, Mauda, Rakówek, Sześciwłoki i Wizgóry, osadę Użmauda oraz jeziora Mauda i Siekierowo) i Smolniki (wsie Dziadówek, Antosin, Jegliniszki, Stara Hańcza, Kramnik, Kłajpeda, Kłajpedka, Mierkinie Stare, Stołupianka i Żelazkowizna oraz jeziora Jegliniszki i Poblendzie).